# Космохимия
Космохи́мия (греч. κόσμος, kósmos, «вселенная» и греч. χημεία, khemeía, «химия») или Хими́ческая космоло́гия — область химии, изучающая химический состав материи во Вселенной и процессы, которые привели к этому составу. Космохимия исследует преимущественно «холодные» процессы на уровне атомно-молекулярных взаимодействий веществ, в то время как «горячими» ядерными процессами в космосе — плазменным состоянием вещества, нуклеосинтезом (процессом образования химических элементов) внутри звёзд занимается астрофизика. Космохимия в первую очередь ставит задачи изучения химического состава объектов Солнечной системы, в частности метеоритов, первых тел, сконденсировавшихся из ранней солнечной туманности. Астрохимия (молекулярная астрофизика, раздел науки на стыке астрофизики и химии)— изучает химические реакции между атомами, молекулами и зернами пыли в межзвездной среде, включая фазы образования звезд и планет, а также взаимодействие атомов и молекул с космическим излучением.

## История космохимии
Становление и развитие космохимии прежде всего связаны с трудами Виктора Гольдшмидта, Г. Юри, А. П. Виноградова. Норвежец Виктор Гольдшмидт в период 1924—1932 годы впервые сформулировал закономерности распределения элементов в метеоритном веществе и нашёл основные принципы распределения элементов в фазах метеоритов (силикатной, сульфидной, металлической). В 1938 году Виктор Гольдшмидт и его коллеги на основе анализа нескольких земных и метеоритных образцов составили список «космического изобилия», положив начало космохимии.
Американский физик Гарольд Юри, которого называют «отцом космохимии», в 1950-е — 1960-е годы провёл много исследований, которые привели к пониманию химического состава звёзд.
До второй половины XX века исследования химических процессов в космическом пространстве и состава космических тел осуществлялись в основном путём масс- спектрометрии Солнца, звёзд, отчасти внешних слоёв атмосферы планет. Единственным прямым методом изучения космических тел был анализ химического и фазового состава метеоритов. Развитие космонавтики открыло перед космохимией новые возможности непосредственного исследование пород Луны в результате забора образцов грунта. Автоматические спускаемые аппараты сделали возможным изучение вещества и условий его существования в атмосфере и на поверхности других планет Солнечной системы и астероидов, в кометах (см. Список первых посадок на небесные тела). Все первенства в этой области в середине XX века принадлежали СССР, а в конце XX и начале XXI вв. — США, ЕС и Японии.
В 1960 году американский физик, масс-спектрометрист Джон Рейнольдс путем анализа короткоживущих нуклидов в метеоритах определил, что элементы Солнечной системы образовались раньше, чем сама Солнечная система, что положило начало установлению временной шкалы процессов ранней Солнечной системы.
Советский геохимик, академик АН СССР (1953) и её вице-президент с 1967 г. Виноградов А. П. выполнял инструментальные определения химического состава планетных тел, по данным, полученным с помощью межпланетных космических станций, впервые установил наличие пород базальтового состава на поверхности Луны («Луна-10», 1966 год) и впервые определил прямыми измерениями химический состав атмосферы Венеры («Венера-4», 1967 год). Под руководством академика Виноградова было выполнено исследование образцов лунного грунта, доставленных в 1970 году на территорию СССР с равнинной поверхности Моря Изобилия возвращаемым аппаратом советской автоматической межпланетной станции «Луна-16», и образцов из материкового района Луны, доставленных станцией «Луна-20» в 1972 году. Однако дальнейшую космическую гонку СССР проиграл. Захватив в начале XXI века лидерство в освоении Луны в целом, обратной стороны Луны в частности, Китай стал претендентом на выигрыш во второй лунной гонке.

## Метеориты
Метеориты — один из важнейших инструментов космохимиков для изучения химической природы Солнечной системы. Многие метеориты происходят из материала, столь же древнего, как и сама Солнечная система, и, таким образом, предоставляют ученым информацию о ранней солнечной туманности. Углистые хондриты особенно примитивны, то есть они сохранили многие из своих химических свойств с момента своего образования 4,56 миллиарда лет назад и поэтому находятся в центре внимания космохимических исследований.
Самые примитивные метеориты также содержат небольшое количество материала (<0,1 %), который теперь признан досолнечным зерном, старшим, чем сама Солнечная система, и который произошёл непосредственно от остатков отдельных сверхновых, поставляющих пыль, из которой сформировалась Солнечная система. Эти зерна узнаваемы по их экзотическому химическому составу, чуждому Солнечной системе (например, графита, наноалмаза, карбида кремния). Они также часто имеют соотношение изотопов, которое отличается от соотношения изотопов в остальной части Солнечной системы (в частности, на Солнце), что указывает на источники в ряде различных взрывов сверхновых. Метеориты также могут содержать зерна межзвездной пыли, которые собрались из негазообразных элементов в межзвездной среде, как один из видов космической пыли («звездная пыль»).
Открытия НАСА 2011 года, основанные на исследованиях метеоритов, найденных на Земле, позволяют предположить, что компоненты ДНК и РНК (аденин, гуанин и родственные им органические вещества), строительные блоки для жизни, могли бы быть сформированы в космическом пространстве.

## Кометы
В 2009 году ученые НАСА впервые идентифицировали в материале, выброшенном из кометы 81P/Вильда в 2004 году и полученном зондом NASA Стардаст, один из фундаментальных химических строительных блоков жизни (аминокислоту глицин) в комете.
В 2015 году ученые сообщили, что после первой в истории посадки европейского спускаемого аппарата Филы на поверхность кометы 67P/Чурюмова — Герасименко, измерения с помощью прибора, представляющего собой комбинированный газовый хроматограф и масс-спектрометр COSAC и прибора для измерения соотношения долей стабильных изотопов[en] в ключевых летучих компонентах ядра кометы Ptolemy, выявили 16 органических соединений, четыре из которых были впервые обнаружены на комете (ацетамид, ацетон, метилизоцианат и пропиональдегид). В создании аппарата и его оборудования приняли участие Австрия, Финляндия, Франция, Германия, Венгрия, Италия, Ирландия, Польша, Великобритания и Россия.

## Межзвёздное пространство
В межзвёздном пространстве обнаруживаются в крайне малых концентрациях атомы и молекулы многих элементов, а также минералы (кварц, силикаты, графит и другие), идёт синтез различных сложных органических соединений из первичных солнечных газов Н2, CO, NH3, O2, N2, S и других простых соединений в равновесных условиях при участии излучений.
В 2004 году американские ученые сообщили об обнаружении антрацена и пирена в ультрафиолетовом излучении туманности Красный Прямоугольник, находящейся на расстоянии 1000 световых лет от Земли (других подобных сложных молекул ранее в космосе не находили).
В 2010 году в туманностях были обнаружены фуллерены (или «бакиболы»), возможно причастные к происхождению жизни на Земле.
В 2011 году ученые Гонконга сообщили, что космическая пыль содержит сложные органические вещества («аморфные органические твердые вещества со смешанной ароматической и алифатической структурой»), которые могут быть естественным образом и быстро созданы звездами.
В 2012 году астрономы Копенгагенского университета сообщили об обнаружении специфической молекулы сахара, гликолевого альдегида, в далекой звездной системе — вокруг протозвездной двойной системы IRAS 16293-2422, на расстоянии 400 световых лет от Земли. Гликолевый альдегид необходим для образования РНК. Было сделано предположение, что сложные органические молекулы могут образовываться в звездных системах до образования планет и, в конечном итоге, прибывать на молодые планеты в начале их формирования.Ученые НАСА сообщили, что полициклические ароматические углеводороды (ПАУ), помещённые в лабораторные условия, имитирующие межзвездную среду (температура минус 268 градусов по Цельсию, бомбардировка ультрафиолетовым излучением, подобным испускаемому звездами) трансформируются посредством гидрирования , оксигенации и гидроксилирования в более сложные органические соединения — «шаг на пути к аминокислотам и нуклеотидам».
В 2013 году проект ALMA обнаружил в гигантском газовом облаке примерно в 25 000 световых лет от Земли возможных предшественников ключевого компонента ДНК — цианометанимин, который производит аденин, одно из четырёх азотистых оснований, входящих в состав нуклеиновых кислот. Другая молекула, называемая этанамин, как полагают, играет роль в формировании аланина, одной из двадцати аминокислот генетического кода. Раньше ученые думали, что такие процессы происходят в очень разреженном газе между звездами. Однако новые открытия предполагают, что образование этих молекул происходили не в газе, а на поверхности ледяных зерен в межзвездном пространстве.

## Луна
Исследование Луны с помощью космических аппаратов началось в XX веке. Поверхности Луны 14 сентября 1959 года впервые достигла советская автоматическая межпланетная станция Луна-2. Советский геохимик Виноградов А. П. впервые установил наличие пород базальтового состава на поверхности Луны («Луна-10», 1966 год), в дальнейшем в 1970 году изучал лунные породы Моря Изобилия (Луна-16), в 1972 году — образцов из материкового района Луны (Луна-20).
Были определены преобладающие минералы на лунной поверхности, включая клинопироксен, ортопироксен, оливин, плагиоклаз, ильменит, агглютинаты и вулканические стекла. На Луне были обнаружены разнообразные полезные ископаемые — железо, алюминий, титан, было обнаружено наличие водного льда на лунной поверхности (возможность создания на его основе кислородно-водородного топлива).
В 2020 году китайский космический аппарат «Чанъэ-5» доставил на Землю лунный грунт из области Луны с повышенным содержанием KREEP. После проведённых двухгодичных исследований Китайское национальное космическое агентство и Управление по атомной энергии Китая (CAEA) сообщили об открытии нового, шестого по счёту, минерала, обнаруженного людьми на Луне — он был назван чанъэзит-(Y) (англ. changesite-(Y), «камень Чанъэ»). Китай стал третьей страной в мире, открывшей новый лунный минерал, отнесённый к разряду фосфатных.

### Планы добычи гелия-3 на Луне
Гелий-3 — это редкий изотоп, стоимостью приблизительно 1200 долларов США за литр газа, необходимый в ядерной энергетике для запуска термоядерной реакции. Теоретически (для сравнения можно оценить трудности и проблемы проекта Международный экспериментальный термоядерный реактор), при гипотетической реакции термоядерного синтеза, при которой в реакцию вступает 1 тонна гелия-3 с 0,67 тоннами дейтерия, высвобождается энергия, эквивалентная сгоранию 15 млн тонн нефти, что хватило бы населению нашей планеты на пять тысячелетий. Гелий-3 является побочным продуктом реакций, протекающих на Солнце, и в некотором количестве содержится в солнечном ветре и межпланетной среде. Попадающий в атмосферу Земли из межпланетного пространства гелий-3 быстро диссипирует обратно, его концентрация на Земле и в её атмосфере чрезвычайно низка. Содержание гелия-3 в лунном реголите намного больше, чем на Земле ~1 г на 100 т., для добычи тонны этого изотопа следует переработать на месте не менее 100 млн тонн грунта. Содержание гелия-3 в лунном реголите в 2007 году оценивалось НАСА приблизительно от 0,5 млн тонн до 2,5 млн тонн.
Китайская миссия Чанъэ-1 в 2009 году поставила задачу оценки глубинного распределения элементов с помощью микроволнового излучения для уточнения распределения гелия-3 и оценки величины его содержания.
В 2022 году Китайское национальное космическое агентство и Управление по атомной энергии Китая (CAEA) по данным исследований лунного грунта, доставленного космическим аппаратом Чанъэ-5, сообщили, что по расчетам китайских ученых, на поверхности Луны содержится до 1,1 миллиона тонн гелия-3.
В ходе первой лунной гонки 1960-х годов две космические сверхдержавы — США и СССР — имели планы сооружения лунных баз, которые не были реализованы. Советская лунная программа была свёрнута. В начале XXI века открытие на полюсах Луны залежей льда стимулировало начало второй лунной гонки между США (программа «Артемида»), КНР (Лунная программа Китая), Россией (Российская лунная программа), Евросоюзом (программа «Аврора»), Японией и Индией. Все эти программы предусматривают создание на Луне баз.
Главный научный сотрудник Лунной программы Китая геолог, химик-космолог Оуян Цзыюань, с 2008 года был инициатором разработки лунных запасов (титана и других ценных металлов, и гелия-3, как топлива для термоядерной энергетики будущего).

## Марс
Согласно анализу коллекции марсианских метеоритов, поверхность Марса состоит главным образом из базальта.
С 2003 года осуществлялась программа «Марс-экспресс» Европейского космического агентства, предназначенная для изучения Марса. По результатам наблюдений с Земли и данным космического аппарата «Марс-экспресс» в атмосфере Марса обнаружен метан.
С 2011 года осуществляется миссия НАСА Марсианская научная лаборатория.
В 2014 году, марсоход НАСА «Кьюриосити» зафиксировал всплеск содержания метана в атмосфере Марса и обнаружил органические молекулы в образцах, извлечённых в ходе бурения скалы Камберленд.
В 2017 году был найден бор в почве в кратере Гейла с помощью прибора ChemCam[en] путем лазерно-искровой эмиссионной спектрометрии, что является аргументом в поддержку обитаемости Марса в прошлом.
В 2020 году на Марс были отправлены экспедиции Марс-2020 (НАСА), Аль-Амаль (Космическое агентство ОАЭ) и Тяньвэнь-1 (Китайское национальное космическое управление). Все три экспедиции достигли Марса в феврале 2021 года.

## Экзопланеты
Первые экзопланеты были обнаружены в конце 1980-х годов, однако химический состав их атмосфер и другие свойства до сих пор изучены слабо по причине невозможности непосредственного наблюдения экзопланет. Исследования проводятся путём спектрального анализа, в момент транзита перед своей звездой.
Была составлена Классификация экзопланет по Сударскому и выделены пять классов.
В 2000 году не было известно ни одной планеты класса I (аммиачные облака) кроме Юпитера и Сатурна, позднее были обнаружены планеты 47 Большой Медведицы c, Мю Жертвенника e, HD 154345 b и многие другие.
Одной из самых изученных экзопланет является HD 209458 b или Осирис, планета IV класса по Сударскому, так называемый «горячий юпитер» с водородной атмосферой, обнаруженной телескопом Хаббл в 2001 году.